# Pachycraerus pluristrius
Pachycraerus pluristrius är en skalbaggsart som beskrevs av Desbordes 1914. Pachycraerus pluristrius ingår i släktet Pachycraerus och familjen stumpbaggar. Inga underarter finns listade i Catalogue of Life.